# Jules de Monard
Le général Jules de Monard, né dans le Morvan à Autun le 5 mars 1838, mort à Paris le 9 mai 1930, est un militaire français du Second Empire et de la IIIe République qui dirigea l'École spéciale militaire de Saint-Cyr.

## Biographie

### Famille
Jules de Monard est issu d'une vieille famille de noblesse d'épée champenoise installée en Bourgogne (Autun et Marcheseuil) ayant donné de nombreux militaires à la France. Son grand-père est le général Jean Nicolas de Monard, qui sert pendant la Révolution et sous l'Empire. Son père, Étienne de Monard (1796-1774), est polytechnicien et officier d’artillerie et sa mère est Marie L'Homme de Mercey. Le frère de son père est également militaire, officier de cavalerie.

### Carrière
Jules de Monard est né à Autun (Saône-et-Loire) le 5 mars 1838. Saint-cyrien de la promotion de l’Indoustan (1857-1859), officier d’infanterie, il sert d'abord au 8e bataillon de chasseurs à pied. Lieutenant, il est blessé à la bataille de Rezonville le 16 août 1870 lors de la Guerre franco-allemande de 1870.  
"Le bataillon de chasseurs de la Garde, accablé par les feux de l'ennemi, est obligé de se porter à 300 mètres en arrière. Quelques chasseurs, commandés par le lieutenant Monard, n'ont pas été prévenus de ce mouvement de retraite ; ils ne sont bientôt plus qu'à une cinquantaine de mètres de l'ennemi, dont le feu décime à l'improviste le groupe de héros. Un officier prussien s'approche du lieutenant Monard et presque à bout portant lui tire un coup de revolver dans la poitrine. Le brave lieutenant chancelle et tombe sous le choc. C'est le salut, car à cet instant même, une grêle de balles, partis des rangs des chasseurs, s'abat sur les Prussiens qui s'apprêtaient à emmener Monard prisonnier (…)". 
Promu capitaine, il est blessé à deux reprises pendant le siège de Metz en septembre 1870. Ses états de services lui valent d’être fait chevalier de la Légion d’honneur en mai puis officier en juin 1871. Le 25 mars 1875, Monard est promu chef de bataillon et il prend le commandement du 17e bataillon de chasseurs à pied à Batna en Algérie. Entre juin et septembre 1879, il lutte contre l’insurrection de l’Aurès. Lieutenant-colonel en 1882 puis colonel en 1887, il commande le 37e régiment d'infanterie de 1887 à 1890. Monard est promu général de brigade en 1892. Après avoir commandé une brigade, il est nommé à la tête de l’Ecole spéciale militaire de Saint-Cyr le 12 octobre 1893, succédant au général Motas d’Hestreux.
Pendant son commandement, le fonctionnement et l’organisation de l’École sont compliqués par la forte augmentation des effectifs (environ 950 élèves en 1894 contre 740 en 1883). Pour la formation, cette augmentation a pour conséquence de surcharger les classes. Cependant, malgré les difficultés, il réussit à recruter des instructeurs (en particulier pour les cours d’artillerie) et il obtient des moyens supplémentaires (des chevaux par exemple pour l’enseignement de l’équitation).
C’est au cours de son mandat, en 1895, que le général de Monard ordonne que le premier tombeau de Madame de Maintenon soit restauré et il fait placer dessus une dalle: "Ici a reposé de 1719 à 1794 le corps de Madame de Maintenon, Fondatrice de la Maison de Saint-Cyr". Dans le même moment, les débris des premiers cercueils sont joints aux restes contenus dans le mausolée de 1836. À cette occasion, un inventaire détaillé est fait en présence de diverses personnes dont Eugène Titeux. Les médecins de l’École identifient les restes comme ceux "d'une personne très âgée, du sexe féminin". Titeux déduit de tout cela, hâtivement peut-être, qu'il s'agit "incontestablement" des restes de Madame de Maintenon. Le tout, restes et débris des cercueils, est placé dans le mausolée, le 18 juin 1895 (Voir pages 559 et 560 de Deux siècles d’histoire au Père Lachaise par Paul Bauer).
Il quitte le commandement de la Spéciale le 31 mars 1896. Promu général de division, il occupe les fonctions de directeur de l’infanterie avant de commander plusieurs grandes unités. En 1898, il commande le 20e corps d'Armée à Nancy jusqu’au 9 février 1901. Au terme de son temps de commandement il est mis en disponibilité. Monard est élevé à la dignité de Grand officier de la Légion d’honneur en décembre 1902, puis il passe au cadre de réserve le 5 mars 1903. Il s’éteint à son domicile parisien le 9 mai 1930 et repose depuis au cimetière du Père Lachaise (20e division).   

## Armoiries
Famille de Monard : de sinople au chevron d'argent accompagné de trois molettes d'or posées 2 et 1.

## Décoration
- Grand officier de la Légion d'honneur (30 décembre 1902),
- médaille commémorative de la guerre 1870/1871,
- médaille coloniale avec agrafe Algérie,
- Officier des palmes académiques,
- Commandeur de l’ordre de Sainte-Anne (Russie).

## Sources
- Nécrologie 1925-1930.Mémoires de la Société Éduenne, tome XLVI.Imprimerie L. Taverne et Ch. Chandioux, Autun 1931, page 356.
- Paul Bauer, Deux siècles d'histoire au Père Lachaise, Mémoire et Documents, 2006, 867 p. (ISBN 978-2-914611-48-0), p. 559-560
- Jules de Monard sur la Base Léonore